# Pilgrimsfärd (Bahá'í)

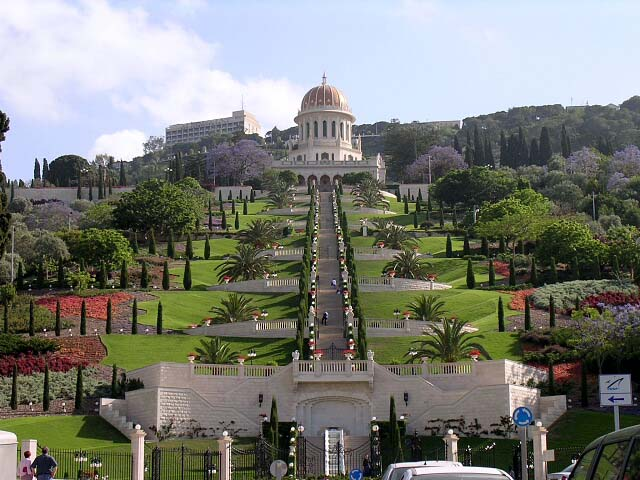
Bábs helgedom.

Bahá'ís pilgrimsfärd består för närvarande av att besöka de heliga platserna i Haifa, Akko, och Bahjí vid Bahá'ís världscenter i nordvästra Israel. 

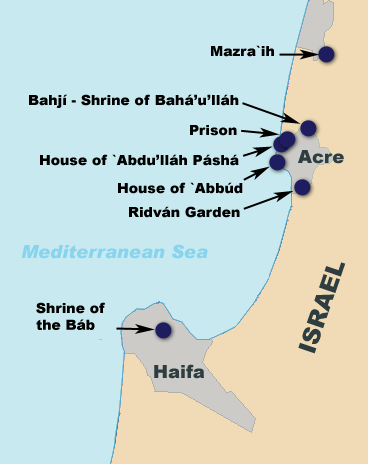
Mål under pilgrimsfärden till Akko och Haifa i Israel för bahá'íerna.

I den heliga boken Kitáb-i-Aqdas påbjuder Bahaullah, grundaren av Bahá'í, pilgrimsfärder till två platser: Bahhaullahs hus i Bagdad och Bábs hus i Shiraz. I två religiösa skrifterkända som Suriy-i-Hajj, påbjöd han speciella riter för de båda pilgrimsfärderna. Pilgrimsfärderna är obligatoriska om de troende har råd att genomföra dem, har möjligheten till det, och om inga hinder finns i deras väg. De troende kan välja ett av de båda husen då båda har bedömts tillfyllest. Bahá'í-trons ledare från 1892, Abdul-Baha, beslöt senare att även Bahhaullahs temple vid  Bahjí (tillbedjans punkt Qiblih) som ett pilgrimsmål. Inga ceremonier har föreskrivits för detta.
Eftersom pilgrimsmålen ligger i Irak och Iran är de inte tillgängliga för majoriteten av Bahá'ís troende. När Bahá'ís refererar till pilgrimsfärden åsyftas de istället vanligtvis en nio dagar lång pilgrimsfärd som äger rum vid Bahá'ís världscenter i Haifa och Akko i Israel. Den nio dagar långa pilgrimsfärden ersätter inte de båda huvudsakliga pilgrimsmålen, Bahhaullahs hus och Bábs hus, och tanken är att de skall ske i framtiden.

## Bahhaullahs hus, Bagdad

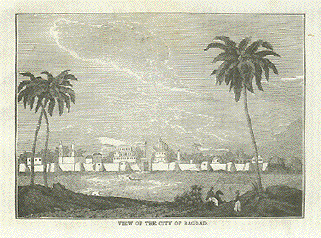
Vy över Bagdad år 1855.

Bahhaullahs hus i Bagdad är huset där Bahhaullah bodde mellan åren 1853 till 1863 (förutom två år då han reste iväg till bergen i Kurdistan, nordöst om Bagdad, nära staden Sulaymaniyah). Huset ligger i stadsdelen Kadhimiya i Bagdad, nära floden Tigriss västra strand.. I Kitáb-i-Aqdas föreskrivs det som en plats för pilgrimsfärder och huset räknas som en helig plats för Bahá'ís.
År 1922 konfiskerades huset av den irakiska regeringen. Bahá'ís sände en inlaga till Nationernas Förbund (NF) som beslutade att detta var felaktigt, men huset har ännu inte återförts till Bahá'í-samfundet. 

## Bábs hus, Shiraz

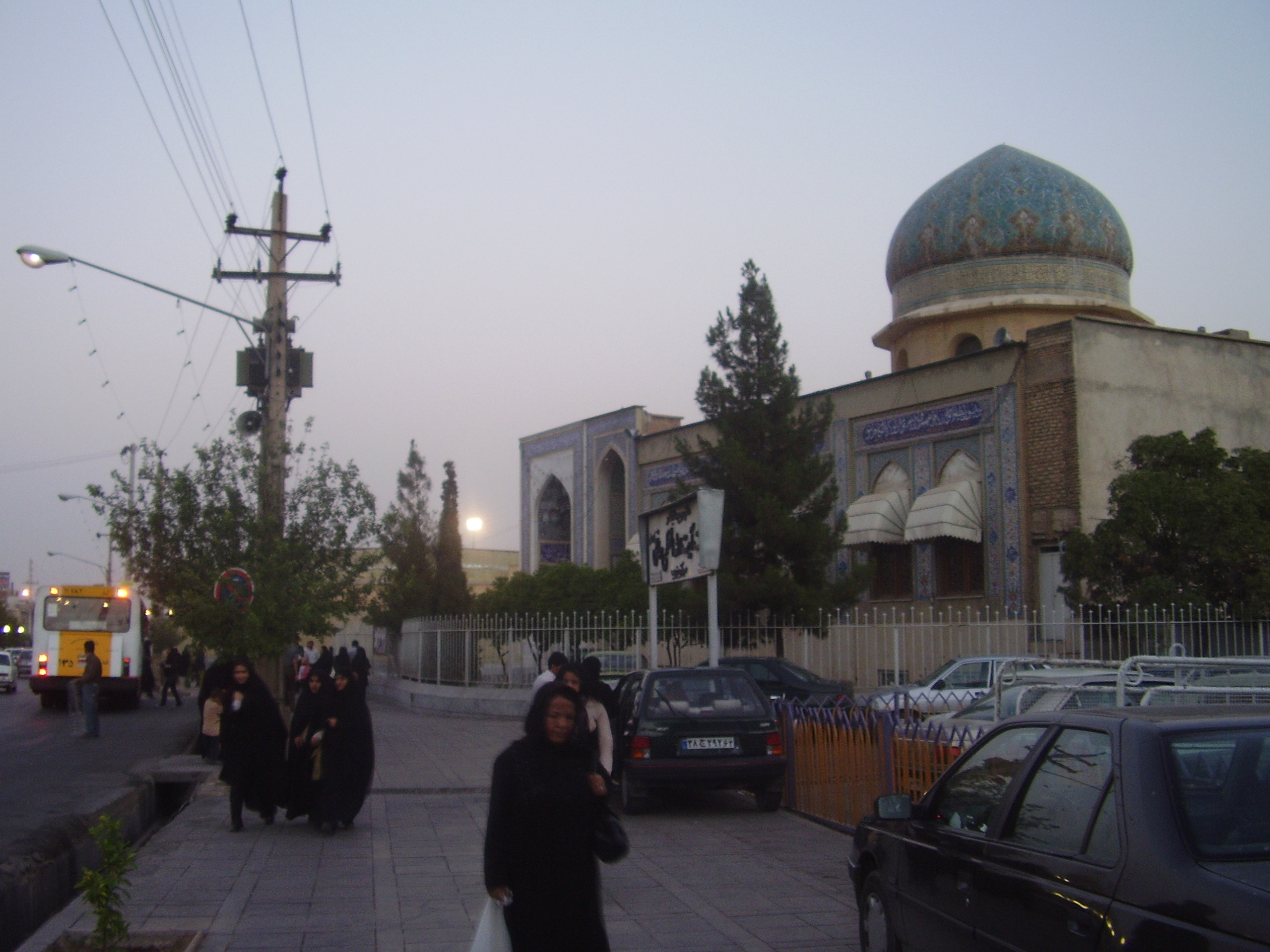
På platsen där Bábs hus stod finns nu en moské och en väg. Rummet där Báb talade med Mullá Husayn markeras av elstolpen.

I det här huset i Shiraz i Iran förklarade Báb, den 23 maj 1844, sitt kall för Mullá Husayn.
Omkring år 1942-1943 brannskadades huset efter att det attackerats av fiender till Bahá'í tro. År 1955 förstördes huset, men återuppbyggdes senare. År 1979, under Iranska revolutionen, förstördes huset åter. År 1981 gjordes platsen om till en väg och ett allmänt torg.

## Heliga städer i bahai
- Haifa, Israel
- Akko, Israel
- Kanaan, Israel, Palestina
- Shiraz, Iran

## Pilgrimsorter
- Haifa, Israel
- Akko, Israel
- Kanaan, Israel, Palestina
- Shiraz, Iran